# Carl Gottlieb Svarez
Carl Gottlieb Svarez (ur. 27 lutego 1746 w Świdnicy, zm. 14 maja 1798 w Berlinie) – niemiecki prawnik, jeden z twórców Landrechtu pruskiego.
Urodził się w Świdnicy na Śląsku, krótko po tym, jak prowincja ta została zdobyta przez Prusy w wojnie z Austrią. Był synem adwokata i tamtejszego rajcy. Jego rodzina zmieniła nazwisko ze „Szwartz” na hiszpańsko brzmiące „Svarez”. Studiował na Uniwersytecie Viadrina we Frankfurcie nad Odrą. Studia rozpoczął w 1762, mając 16 lat. Już w 1766 zdał we Wrocławiu egzaminy asesorskie. Ożenił się z – młodszą o 9 lat – Joanną Dorotą Arndt (1755–1827).
Od 1771 pracował jako wyższy radca rządowy w ówczesnym rządzie Śląska. Śląsk – ze względu na swoje strategiczne znaczenie dla Prus – posiadał wówczas osobny zarząd niż pozostałe pruskie prowincje. Svarez zajmował się sprawami rolnictwa. Przedstawił, zaakceptowany przez władze, projekt dotyczący listów zastawnych, hipoteki, dla zorganizowania sprawnego systemu kredytowego. Dzięki swoim inicjatywom stał się najbliższym współpracownikiem śląskiego ministra sprawiedliwości – późniejszego wielkiego kanclerza Prus – Johanna Heinricha von Carmer. Po tym, jak von Carmer na polecenie króla Fryderyka II objął stanowisko kanclerza, Svarezowi powierzono ministerstwo sprawiedliwości.
Na nowym stanowisku Svarez brał udział w najważniejszych pracach ustawodawczych. Pracował nad Ordynacją Hipoteczną (Hypothekeordnung) z 1785. Współpracował przy ułożeniu Landrechtu – największej pruskiej kodyfikacji XVIII wieku. Odpowiadał za te tytuły kodeksu, które dotyczyły prawa cywilnego. W 1793, na bazie Corpus Iuris Fridericianum, opracował na nowo procedurę cywilną, tzw. Powszechną Ordynację Sądową (Algemeine Gerichtsordnung). Tak kształował przepisy prawa sądowego, by ograniczyć bezpośredni wpływ absolutnego monarchy na sądownictwo. Było to zgodne z duchem Oświecenia.
Był również nauczycielem późniejszego króla Prus Fryderyka Wilhelma III. Napisał popularne broszury publicystyczne Unterricht über die Gesetze („Nauki o ustawach) i Briefwechsel über die gegenwärtige Justiz Reform in den Preussischen Staaten („Listy o obecnej reformie prawa w państwach pruskich”). Dzięki swoim dziełom stał się jednym z najbardziej znanych prawników niemieckich swojego czasu.
Na jego cześć we Wrocławiu wystawiono mu pomnik. Monument stał przed Halą Targową, zburzono go w czasie II wojny światowej.
Źródła
- Karol Koranyi, Powszechna historia prawa, oprac. Katarzyna Sójka-Zielińska, Warszawa 1976.
- Katarzyna Sójka-Zielińska, Historia prawa, Warszawa 1993.